# Tuxedomoon
Tuxedomoon – amerykańska grupa muzyczna, wykonująca zróżnicowaną gatunkowo muzykę zaliczaną do rocka awangardowego, nowej fali i post punka, sięgająca również po elementy muzyki poważnej, baletowej, funku i jazzu.
Zespół został założony w 1977 w San Francisco przez dwóch studentów muzyki elektronicznej, Blaine'a L. Reiningera i Stevena Browna, współpracujących z artystą zajmującym się sztuką wideo, Tommym Tadlockiem. Początkowo w roli wokalistów występowali aktorzy lokalnego teatru, Gregory Cruikshank i Victoria Lowe, następnie rolę stałego wokalisty objął na pewien czas performer chińskiego pochodzenia, Winston Tong, który w późniejszych latach stale współpracował z zespołem. Skład uzupełnili tymczasowo gitarzysta Michael Belfer i perkusista Paul Zahl, oraz – na stałe – basista Peter Principle. W 1979 grupa podpisała kontrakt z Ralph Records, wytwórnią należącą do The Residents, dla której nagrała swoje pierwsze albumy, Half Mute i Desire. Na początku lat 80. XX w. zespół przeprowadził się na krótko do Rotterdamu i następnie na stałe do Brukseli (od tej pory nagrywa płyty dla belgijskiej wytwórni Crammed Discs). W 1982 powstał album Divine, zawierający muzykę napisaną dla baletu Maurice Béjarta. W 1983 zespół opuścił Reininger, który zajął się karierą solową, jego miejsce zajął trębacz Luc Van Lieshout. Pod nieobecność Reiningera zespół odniósł największy komercyjny sukces w karierze, nagrywając z udziałem Tonga album Holy Wars zawierający utwór In A Manner Of Speaking, wykonywany później m.in. przez Martina Gore'a i Nouvelle Vague. Po nagraniu albumu Tong definitywnie opuścił Tuxedomoon. Następne albumy, Ship Of Fools i You, zostały nagrane z udziałem bułgarskiego multiinstrumentalisty Ivana Georgieva. W latach 90. XX w. Tuxedomoon de facto zawiesił działalność, choć nigdy formalnie się nie rozwiązał. W 2004 zespół z Reiningerem, Brownem, Principlem i Van Lieshoutem w składzie wznowił działalność, nagrywając dobrze przyjęty album Cabin In The Sky oraz soundtrack do wizualizacji greckiego artysty George'a Kakanakisa, który od tej pory uczestniczy w koncertach zespołu. W 2007 ukazał się album Vapour Trails, a zespół ruszył w trasę, upamiętniającą trzydziestolecie działalności (11 listopada 2007 zagrał w ramach trasy w Polsce, we Wrocławiu).

## Wybrana dyskografia
- No Tears, 1978
- Half Mute, 1980
- Desire, 1981
- Divine, 1982
- A Thousand Lives by Picture, 1983
- Holy Wars, 1985
- Ship of Fools, 1986
- Pinheads on the Move, 1987
- You, 1987
- Suite En Sous-Sol-Time to Lose, 1982
- Ten Years In One Night, 1988
- The Ghost Sonata, 1991
- Solve et Coagula, 1994
- Joeboy in Mexico, 1997
- No Tears What Use (Remixes & Originals), 2000
- Soundtracks – Urban Leisure, 2002
- Live in St. Petersburg, 2002
- Cabin in the Sky, 2004
- Bardo Hotel Soundtrack, 2006
- Vapour Trails, 2007
- Pink Narcissus 2014
- Blue Velvet Revisited w/ Cult With No Name 2015